# Agent Cody Banks 2: Mission London
Agent Cody Banks 2: Mission London (Originaltitel: Agent Cody Banks 2: Destination London) ist eine US-amerikanische Agentenkomödie aus dem Jahre 2004. Kevin Allen führte die Regie bei der Fortsetzung von Agent Cody Banks.

## Handlung
Nachdem der Bösewicht und Ex-CIA-Ausbilder Diaz die Seiten gewechselt und sich eine Maschine zur Gedankenkontrolle angeeignet hat, strebt er damit die  Weltherrschaft an. Und wer wäre besser für diesen Auftrag geeignet als der junge Spitzenagent Cody Banks. In London angekommen, soll er verhindern, dass Diaz und sein Handlanger Kenworth den Apparat dazu benutzen, führende Weltpolitiker, die sich gerade zu einem G7-Treffen in der Stadt befinden, unter ihre Kontrolle bringen und damit die Macht über die ganze Menschheit zu erlangen. Hilfe bekommt Cody von dem Ex-Agenten Derek, der sich mit diesem Auftrag bewähren soll, und der attraktiven britischen Undercover-Agentin Emily. Mit einigen Spezial-Gimmicks ausgestattet, soll er zu seiner Tarnung in einem Schulorchester mitspielen. Das Ensemble ist für einen Auftritt im Buckingham Palace vorgesehen, wo alle Staatsmänner zu einem Empfang geladen sind und Diaz seine Maschine einsetzen will. Cody weiht seine Musikerfreunde in sein Vorhaben ein und sie helfen ihm die Welt zu retten, indem sie die Gesellschaft solange mit ihrer Musik unterhalten und ablenken, dass Cody Diaz im Zweikampf besiegen und festnehmen lassen kann.

## Kritik
Morton Gudmonsdottir von Filmstarts.de urteilte: „Bereits ein Jahr nach dem überraschenden US-Erfolg der Teenie-Action-Komödie ‚Agent Cody Banks‘ kommt auch schon das unvermeidliche Sequel in die Kinos. Bei dem, was am Ende dabei herauskommt, liegt die Floskel „Schnellschuss“ auf der Hand. Schnell noch die Zielgruppe bedienen, solange Hauptdarsteller Frankie Muniz der Teenie-Agenten-Rolle noch nicht vollends entwachsen ist. ‚Agent Cody Banks 2‘ ist rasant, leidlich witzig und vor allem albern. Wer das Jugendalter passiert hat, wird sich gelangweilt abwenden, das jüngere Publikum kann mit konsequenter Augen-zu-und-durch-Mentalität zumindest phasenweise seinen Spaß haben.“
Das Lexikon des internationalen Films schrieb: „Fortsetzung des für ältere Kinder und Jugendliche konzipierten Agenten-Abenteuers ‚Agent Cody Banks‘ (2003), die auf Humor setzt und trotz dramaturgischer Schwächen weitgehend spannend unterhält. Die unreflektierte Faszination für ausgeklügelte Waffensysteme und Kampfkünste vermittelt indes eher fragwürdige Botschaften.“